# Sergei Nikolajewitsch Galizki

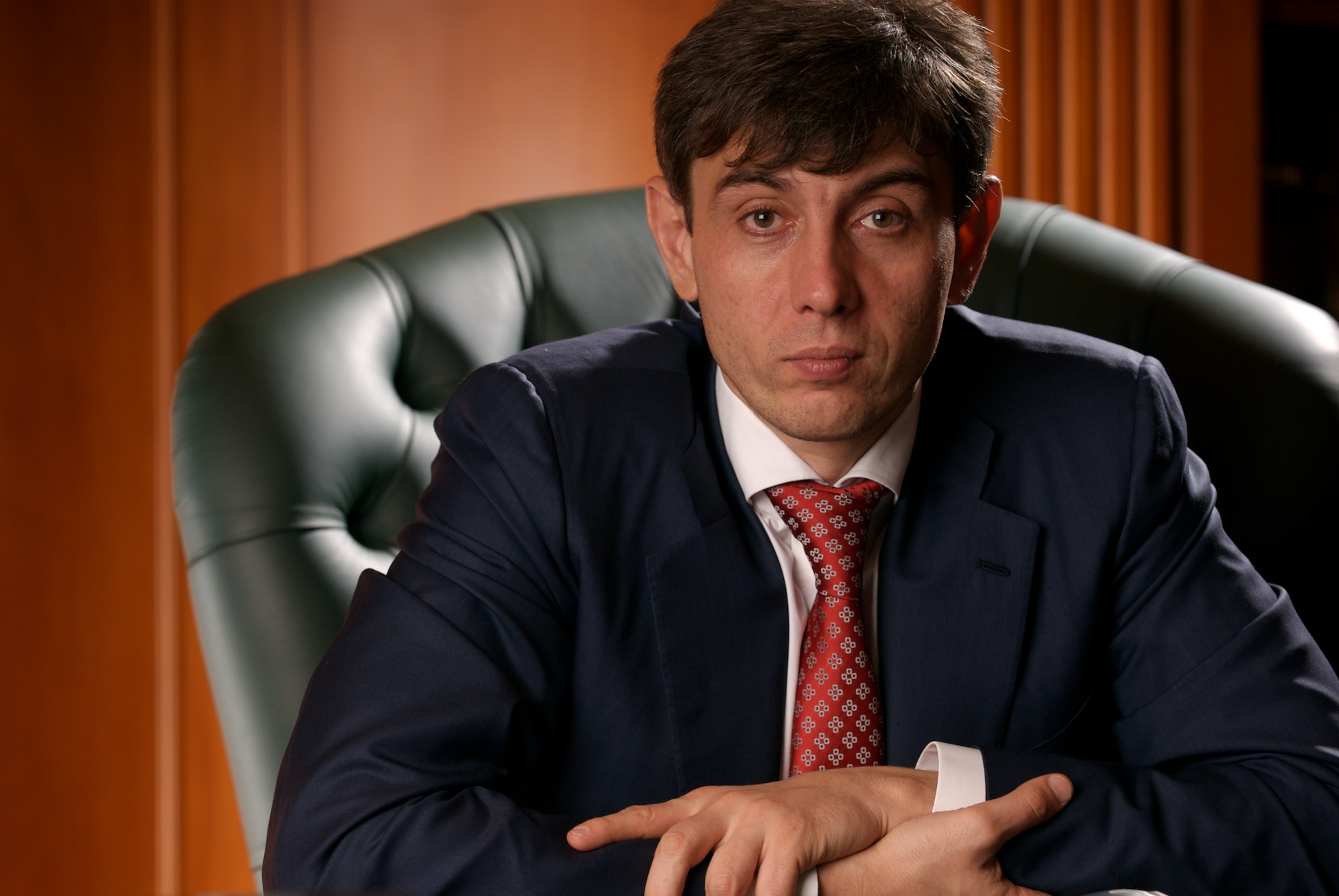
Sergei Galizki (2006)

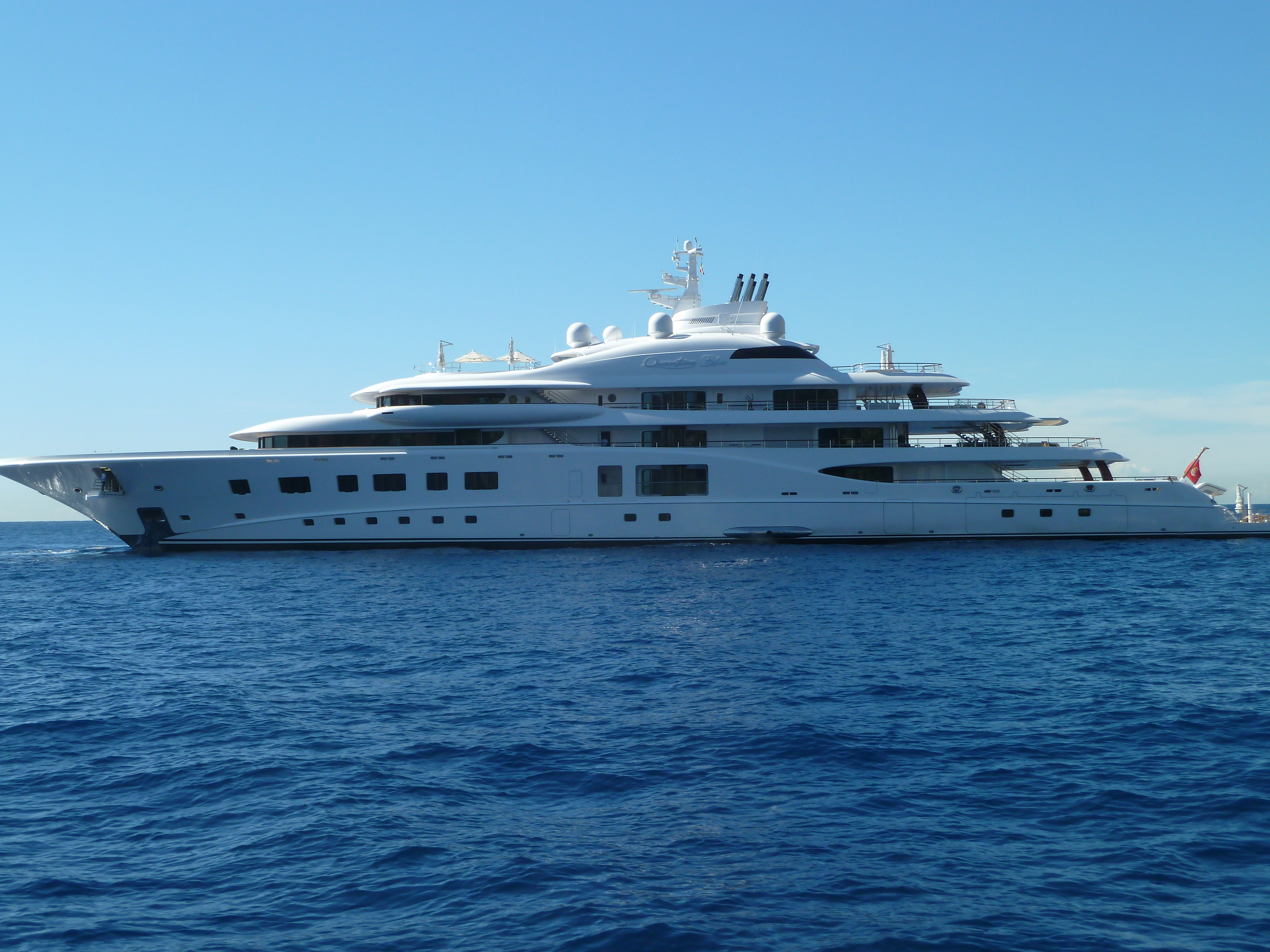
Galitskys Yacht Quantum Blue

Sergei Nikolajewitsch Galizki (russisch Сергей Николаевич Галицкий, englisch Sergey Galitsky, * 14. August 1967 in Lasarewskoje, Stadtteil von Sotschi) ist ein russischer Unternehmer und Milliardär. Er ist der Gründer der Handelskette Magnit und Präsident des Fußballklubs FK Krasnodar.

## Leben und Karriere
Sergei Galizki wurde 1967 in Lasarewskoje, einem Stadtteil von Sotschi, als Sohn eines armenischen Vaters und einer russischen Mutter geboren. Er studierte bis 1993 Wirtschaftswissenschaften an der Staatlichen Universität des Kubangebiets. Im Jahr 1994 gründete er unter dem Namen „Tander“ eine Einzelhandelskette. 1998 eröffnete er unter dem Namen Magnit seinen ersten Supermarkt; weitere Filialen folgten schon bald. 
Magnit wuchs innerhalb weniger Jahre zu einem milliardenschweren Unternehmen an. Im Jahr 2008 gründete Galizki den Fußballverein FK Krasnodar, dessen Präsident er bis heute ist. Auf der Liste der reichsten Menschen der Welt stand er 2010 mit einem geschätzten Vermögen von 2,9 Mrd. US-Dollar auf Platz 342.
2018 wurde Galizki auf die sogenannte „Kreml-Liste“ des US-Finanzministeriums aufgenommen. Die Liste enthält eine Reihe von russischen Politikern, Unternehmern und Staatsbeamten, die einen engen Draht zu Wladimir Putin haben.

## Sonstiges
Sergei Galizki ist Eigner der 2014 bei Lürssen gebauten 104-m-Luxusyacht Quantum Blue.
Für seine langjährigen sozialen Aktivitäten und für die Entwicklung des Unternehmertums in Russland wurde Galizki 2017 mit dem Ehrendiplom des Russischen Präsidenten ausgezeichnet.